# Naubolus posticatus
Naubolus posticatus är en spindelart som beskrevs av Simon 10901. Naubolus posticatus ingår i släktet Naubolus och familjen hoppspindlar. Inga underarter finns listade i Catalogue of Life.